# Армор, Филип Данфорт
Фи́лип Да́нфорт А́рмор (англ. Philip Danforth Armour; 16 мая 1832 — 6 января 1901) — американский предприниматель и изобретатель, основавший в Чикаго мясоперерабатывающую фирму Armour and Company.

## Биография
Родился в Стокбридже, штат Нью-Йорк, в семье, имевшей английские и шотландские корни, чьи предки переселились в Америку ещё в начале колонизации континента. Был одним из восьми детей, вырос на ферме. 

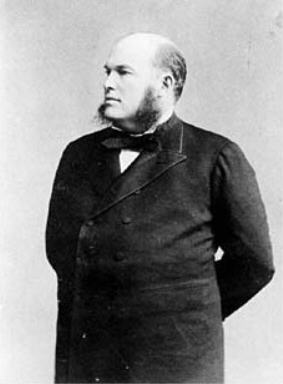
Фотография 1880-х годов

Учился в колледже Казеновии, но был изгнан из него за то, что угнал экипаж, чтобы прокатиться с девушкой. Некоторое время работал извозчиком, в возрасте 19 лет отправился в Калифорнию искать золото, где в итоге основал собственное дело: организовал строительство шлюзов, контролировавших воду, которая текла через заминированные реки. Дело оказалось прибыльным, и к 24 годам Армор заработал уже 8000 долларов, что по тем временам было значительной суммой.
Накопив достаточно денег, он в 1859 году переехал в Милуоки, штат Висконсин, где открыл оптовую торговлю зерном и мясом. Воспользовавшись изменением цен на свинину во время Гражданской войны в США, он заработал около 2 миллионов долларов на покупке мяса за бесценок на западе и продаже его по гораздо более высоким ценам в Нью-Йорке. В 1867 году присоединился к зерновому бизнесу своего брата, основав тем самым компанию Armour & Company, в 1875 году возглавил весь семейный бизнес, к тому времени переместившийся в Чикаго. В 1883 году Армор последовал примеру своего главного конкурента Густавуса Свифта и создал собственный тип рефрижератора, чтобы экспортировать мясо на восток США и в страны Европы. Также известен тем, что применял новаторские по тем временам методы по сокращению количества отходов, остающихся после убоя свиней.
Его состояние к 1893 году насчитывало порядка 110 миллионов долларов, однако значительную его часть Армор в последние годы жизни потратил на благотворительные цели.

## Благотворительность
В 1881 году, после смерти брата Джозефа Ф. Армора, Филип получил завещание в размере $100 000 на создание Воскресной школы для жителей общины. К этой сумме Филип Армор добавил ещё $100000 собственных средств, на которые он создал образовательное учреждение «Миссия Армора». «Миссия» должна была стать образовательным учреждением открытым для всех, без каких-либо ограничений в отношении расы, вероисповедания или общественного положения. Учебное заведение распахнуло свои двери для учеников в первое воскресенье декабря 1886 года. Филип Армор не переставал вкладывать деньги в свое детище — «Миссию Армора», учебное заведение развивалось и с 1 декабря 1892 года было преобразовано в институт Армора (в дальнейшем в Технологический институт Армора), а затем, в 1940 году, в Иллинойсский технологический институт. Общая сумма пожертвований Филипа Армора для основанного им учебного заведения составила около $2 000 000.